# Lycée Théodore-de-Banville
 (janvier 2025).
Le lycée Théodore-de-Banville est un lycée situé dans la ville française de Moulins, dans le département de l'Allier. Il se situe à l'adresse 12 cours Vincent-d'Indy, entre l'hôpital public et la poste. Il a la particularité d'être l'un des plus vieux lycées français ; il fut créé par la loi du 11 floréal an X (1er mai 1802), et inauguré le 16 juin 1803 par Napoléon Bonaparte. C'est un lycée public.
Il est nommé en hommage à Théodore de Banville, natif de Moulins.

## Historique
Il remplace l'école centrale de l'Allier qui avait elle-même succédé à un collège fondé par les jésuites.
À sa création, le lycée fut installé dans l'ancien couvent de la Visitation, fondé en 1616 par la vénérable Jeanne-Charlotte de Bréchard, et où mourut sainte Jeanne de Chantal en 1641. Le bâtiment d'origine est encore visible aujourd'hui (rue de Paris), mais l'accès au lycée se fait maintenant par l'autre extrémité des bâtiments (cours Vincent-d'Indy).
Dans l'enceinte du lycée, se trouvait la chapelle de l'ancien couvent ; elle fut jusqu'en 1998 la chapelle du lycée. Elle abrite le mausolée du duc de Montmorency, pair de France, exécuté pour son complot contre Richelieu. Sa veuve, Marie-Félicie des Ursins, se retira dans ce monastère en 1637 et consacra son influence et sa fortune au rayonnement du monastère et à la construction de ce mausolée, sculpté par Anguier, qu'on peut encore y voir.
Le lycée est protégé au titre des monuments historiques pour plusieurs de ses composantes : la chapelle du lycée a été classée par arrêté du 28 juin 1928 ; la porte monumentale (vantaux compris) a été inscrite par arrêté du 29 mars 1929 ; et la chapelle des religieuses de l'ancien couvent, contiguë à la chapelle du lycée, a été classée par arrêté du 4 octobre 1946.
En 1863, le lycée comporte 300 pensionnaires car c’est le seul lycée de la région. De 1863 à 1885, le lycée bénéficie d’une extension (bâtiments E et D actuels, puis bâtiments M) et de la démolition du vieux lycée  (couvent). De 1884 à 1889, son portail est démoli pierre par pierre pour être déplacé à l’emplacement où il est actuellement. Les conditions de vie des lycéens (le lycée n’accueille toujours que les garçons) sont  rudes, pas de chauffage, ni d’eau chaude. Les toilettes sont installées à l’extérieur. Le port de l’uniforme est obligatoire et il est fortement sollicité lors des cérémonies. Les internats sont marqués par une discipline militaire. À partir de 1890, elle commence à s’assouplir. Le lycée est baptisé lycée Théodore-de-Banville le 14 mars 1895.
Le 19 juin 1940, les troupes allemandes arrivent au lycée. Les locaux sont transformés en « caserne allemande » jusqu’au 6 septembre 1944 (pendant l'Occupation, Moulins se trouve sur la ligne de démarcation qui passe sur l'Allier). Le mobilier du lycée est pillé et les civils présents dans l’établissement sont perquisitionnés. Les remises de prix sont annulées et le 2 septembre, la rentrée des classes primaires se fait au palais de justice de la ville tandis que, le 16 septembre, les classes secondaires rentrent au château de Bellevue dans la commune voisine d'Yzeure (alors lycée jésuite). Les internes sont logés à l’École normale d’instituteurs. Les 4 et 5 septembre 1944, trois hommes sont fusillés au lycée. Le 6 septembre, Moulins est libérée. Enfin, après 4 ans et 8 mois d’interruption, les cours reprennent. Une remise des prix ainsi qu’un discours de Roger Bertrand, professeur de philosophie a eu lieu le 13 juillet 1945.
Durant la Seconde Guerre mondiale, des élèves et des professeurs du lycée sont morts pour la France pour faits de résistance :
- François Bayet, ancien élève du lycée, fut déporté à Dachau en 1944. Il mourra moins d’un an après.
- Georges Politzer, enseignant de philosophie en 1925 au lycée, est arrêté avec sa femme. Il fut torturé puis exécuté avec d’autres otages en 1942.
- Robert Pomarède a connu le même sort. Son nom figure sur la plaque des « morts pour la France » de la ville d’Yzeure.
- Charles Rispal, professeur puis résistant en 1940 fut emprisonné à la prison de la Mal-Coiffée durant un mois. Déporté en Autriche, il fut gazé en juillet 1944. Une rue de Moulins porte son nom.

Parmi les trois fusillés du lycée se trouvent Alexandre Durand et Martial Le Hen qui sont deux résistants de Moulins. Ils furent exécutés au sein même du lycée puis enterrés dans la cour près de l’actuelle infirmerie. Marcel Ferry a lui aussi été fusillé pour une raison inconnue. Toutes ces personnes sont inscrites sur une plaque commémorative visible dans la cour d’honneur du lycée. 

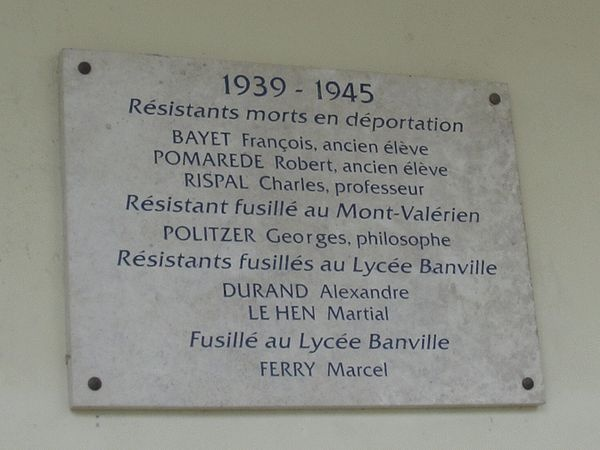
Plaque commémorative visible dans la cour d'honneur du lycée

À partir de 1945, on assiste à une transformation complète des conditions de vie et de la société qui se traduit aussi dans les écoles et les lycées.  La discipline reste très stricte. Le 13 mai 1968, les étudiants clermontois viennent appeler les jeunes Moulinois à la révolte. Les années suivantes verront le développement de la mixité et c’est en septembre 1986 que le lycée Théodore-de-Banville absorbe le lycée de jeunes filles, qui devient le collège Anne-de-Beaujeu. 
Depuis 1960, plusieurs modifications importantes ont été apportées au lycée : 
- 1963 : installation du chauffage central ;
- 1967 : installation de douches ;
- 1981-1982 : construction et mise en service du bloc scientifique ;
- 1989-1992 : rénovation de l’ensemble des bâtiments ;
- 1994-1995 : construction du gymnase ;
- 2003 : rénovation d’assainissement ;
- 2005 : rénovation du Centre de documentation et d'information (CDI) ;
- 2006-2008 : câblage informatique du lycée.

## Initiatives pédagogiques et technologiques

### Années 1970
En 1975, dans un objectif novateur d'initiation à l'informatique décidé par le ministère de l'Éducation nationale, le lycée Théodore-de-Banville, à Moulins, fut éligible à l'opération dite « Expérience des 58 lycées » : utilisation de logiciels, enseignement du langage LSE et écriture de programmes, en club informatique de lycée,, pour élèves et enseignants intéressés, dans 58 établissements de l'enseignement secondaire en France. À cet effet, quelques professeurs du lycée, enseignants de diverses disciplines, furent préalablement formés à la programmation informatique. Puis le lycée fut doté d'un ensemble informatique en temps partagé comprenant : un mini-ordinateur français CII Mitra 15 avec disque dur, un lecteur de disquettes 8 pouces, huit terminaux écrans claviers Sintra TTE, un téléimprimeur Teletype ASR-33 (en) et le langage LSE implémenté ; tout ceci ayant permis de mettre en œuvre sur le terrain cette démarche expérimentale, avec du matériel informatique ultra-moderne pour l'époque.

## Enseignements, spécialités, options

### Spécialités
Lors de son passage en première, un élève a le choix parmi 10 des 13 spécialités proposés par la réforme : 
- Histoire-géographie, géopolitique et sciences politiques
- Humanités, littérature et philosophie
- Langues, littératures et cultures étrangères (sous deux formats: anglais et anglais monde contemporain (AMC))
- Littérature et langues et cultures de l'Antiquité (en latin)
- Mathématiques
- Numérique et sciences informatiques
- Physique-Chimie
- Sciences de la vie et de la Terre
- Sciences économiques et sociales

De plus, dès la rentrée 2021, le lycée expérimentera la nouvelle spécialité :
- Éducation physique, pratiques et culture sportives

### EPS d'exploration et EPS de complément
Le lycée Théodore-de-Banville propose un enseignement d’exploration EPS à recrutement inter-académique pour ses élèves de seconde. Celui-ci se transformera en EPS de complément en première et en terminale pour aboutir à des notes pour le bac coefficient 2. 
Pour les élèves de seconde, l’enseignement d’exploration sera divisé en deux parties : deux fois deux heures de pratique et une heure de réflexive. Pendant les heures de pratiques, les élèves pratiquent principalement le VTT, le Volley-ball et la Natation. Ensuite, la vitesse relais, la course d’orientation, le saut en hauteur, le rugby (touché), badminton, le tennis de table (regroupé en « bad-ten »), et la musculation.  La partie réflexive correspond à une approche théorique des sports pratiqués, notamment la natation et le VTT. Pendant cette heure, les élèves apprennent à réparer une crevaison ou à prendre une bonne position sur un vélo ; pour la natation, ils apprennent à prendre de bonnes positions dans l’eau.
À partir du passage en première, le temps de pratique reste le même (2X2 heures) mais l’heure de réflexion disparait. Les sports pratiqués restent les mêmes.
Un stage en plein air est proposé aux élèves de seconde et  de premières, ce qui leur permet d’aller au ski pour apprendre ou se perfectionner ou en Lozère pour pratiquer différents sports de plein air comme le canoë, la via-ferrata, ou la spéléologie. 
Cet enseignement spécifique comporte trois thèmes d’études qui sont la performance, l’opposition et l’environnement. Les terminales doivent également animer un cours dans le sport qu’ils choisissent.
Les élèves découvrent et pratiquent des sports variés, ils doivent prendre des initiatives et des responsabilités, ils doivent comprendre les méthodes d’apprentissages et être capables de perfectionner leurs entrainements. Cette matière permet de réfléchir sur la santé, le dopage, la diététique, l’entretien physique, le secourisme et la sécurité. Il faut faire preuve d’esprit sportif et de citoyenneté notamment pendant les sorties VTT et les séjours en plein air

### Options
Le lycée Théodore-de-Banville propose aussi un grand choix d’options facultatives :  
Uniquement en seconde :
- Sciences et laboratoires.

De la seconde à la terminale :
- la section européenne allemande (DNL : Histoire-Géographie);
- la section européenne anglaise (DNL : Sciences Économiques et Sociales);
- la section européenne espagnole (DNL : Histoire-Géographie et Histoire des Arts);
- la section européenne italien (DNL : Histoire des arts) ;
- Langues et culture(s) de l'Antiquité : latin ou grec ;
- Langue vivante C : italien ;
- Arts : Cinéma audiovisuel, Musique, Théâtre ;

Uniquement en terminale :
- Mathématiques complémentaires ;
- Mathématiques expertes .

## Concours
Chaque année, les élèves ont la possibilité de participer à certains concours tels que :
- ARELACLER, un concours sur les langues anciennes et la civilisation proposé aux latinistes et hellénistes (grec) ;
- les Olympiades, le Kangourou des mathématiques créé en 1991, et le Rallye des mathématiques sont des concours de mathématiques ;
- le Concours national de la résistance et de la déportation est un concours d’histoire, qui a lieu chaque année depuis 1961 ;
- le concours général, auquel peuvent participer les élèves de première et terminale dans chaque discipline proposée.

## Classement du lycée
En 2020, le lycée se classe  2e sur 11 au niveau départemental quant à la qualité d'enseignement, et 736e sur 2 302, au niveau national. Le classement s'établit sur trois critères : le taux de réussite au baccalauréat, la proportion d'élèves de première qui obtient le baccalauréat en ayant fait les deux dernières années de leur scolarité dans l'établissement, et la valeur ajoutée (calculée à partir de l'origine sociale des élèves, de leur âge et de leurs résultats au diplôme national du brevet).
D'après le Ministère de l'Éducation nationale, le taux de réussite au baccalauréat au lycée Banville en 2020, était de 99 % avec au total 313 élèves présent lors de l'examen dont 45 élèves en série Littéraire (L), qui ont obtenu 98 % de réussite; 120 élèves en série Economique et sociale (ES), qui ont obtenu 98 % de réussite; 148 élèves en série Scientifique (S), qui ont obtenu 99 % de réussite.
En 2015, le lycée Banville a eu le meilleur taux de réussite au baccalauréat sur les 11 établissements de l'Allier. Il a été classé 8e sur les 48 lycées d'Auvergne et 308e sur les 2302 lycées de France.

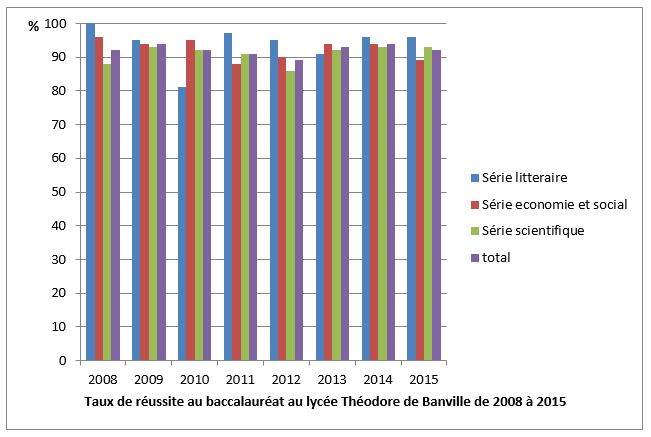

## L'internat
En effet l'établissement peut accueillir 156 élèves qui désirent être internes. Il comporte 70 places pour les filles et 86 pour les garçons. Le coût total à l'année pour un interne revient à 1341 €, tous les repas compris (petit-déjeuner, déjeuner, dîner). Il faut savoir qu'il n'y a pas de conditions requises pour être interne, en revanche les élèves n'étant pas du secteur ne sont pas prioritaires.
Au niveau des chambres, il y en a de 2, 3, 4 et 5 places pour les filles; et pour les garçons, il y a une chambre de 6, une de 4 et 38 chambres de 2. Ce sont les élèves qui choisissent leur chambre en début d'année. Cependant, les élèves sont regroupés par niveau de classe.
Des activités sont organisées au cours de l'année : chaque jeudi, avant les vacances de fin de trimestre des soirées sont prévues; il y a également des sorties cinéma... Tous les loisirs des internes sont gérés par la maison des lycéens.

## Galerie d'images

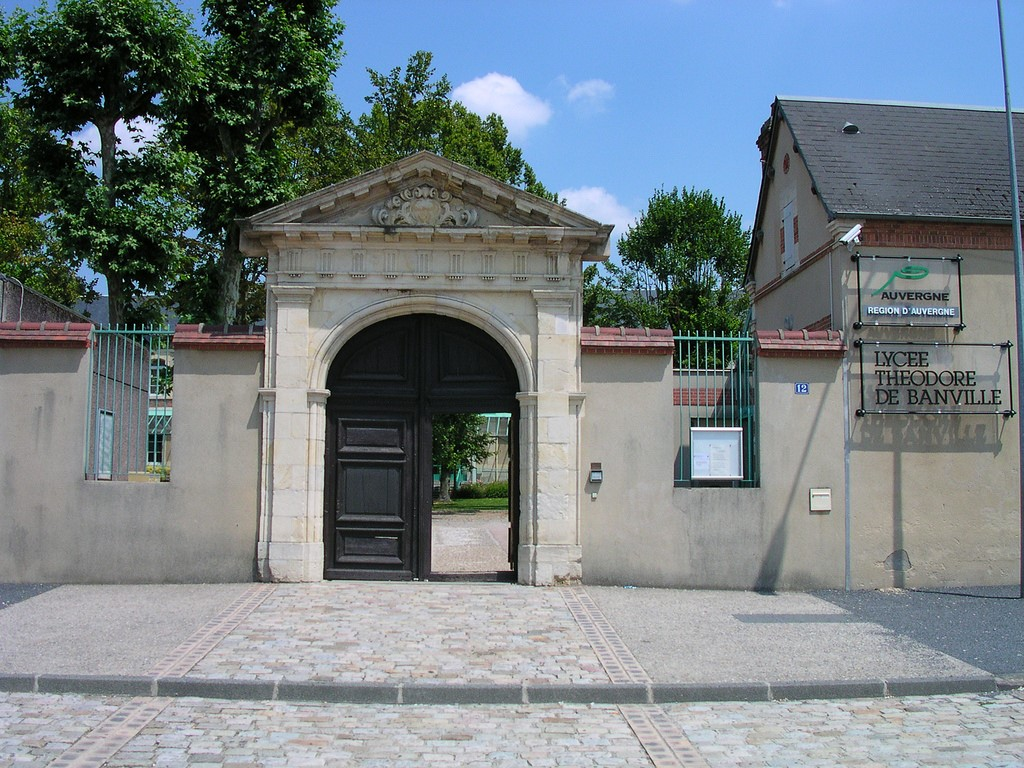
Entrée
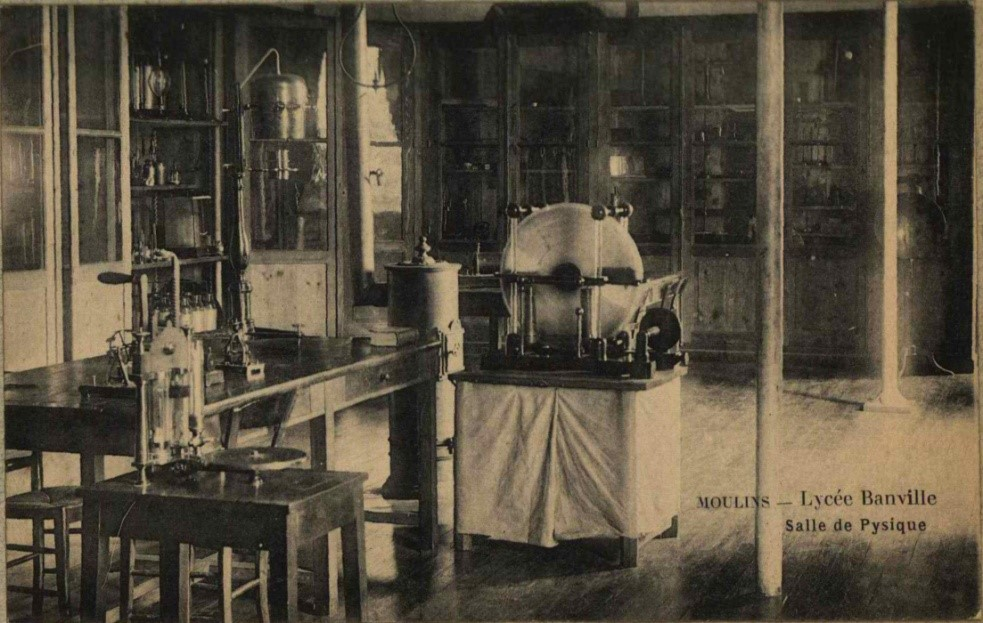
Une salle de physique du lycée au début du XXe siècle, source : Archives départementales de l’Allier, 9 J 39
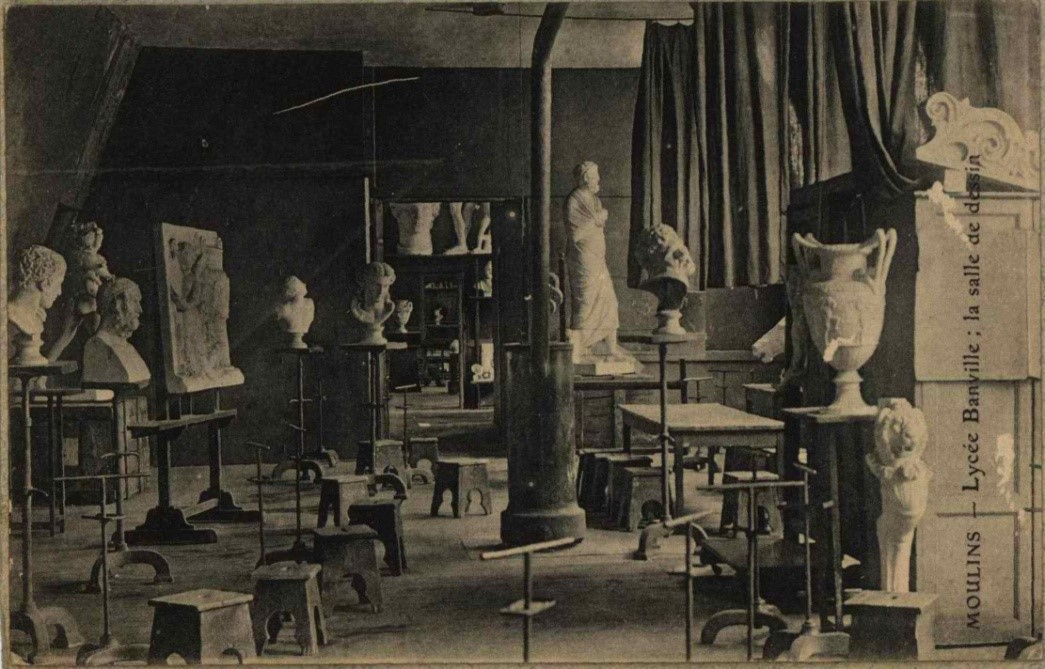
Une salle de dessin du lycée au début du XXe siècle,source : Archives départementales de l’Allier, 9 J 39
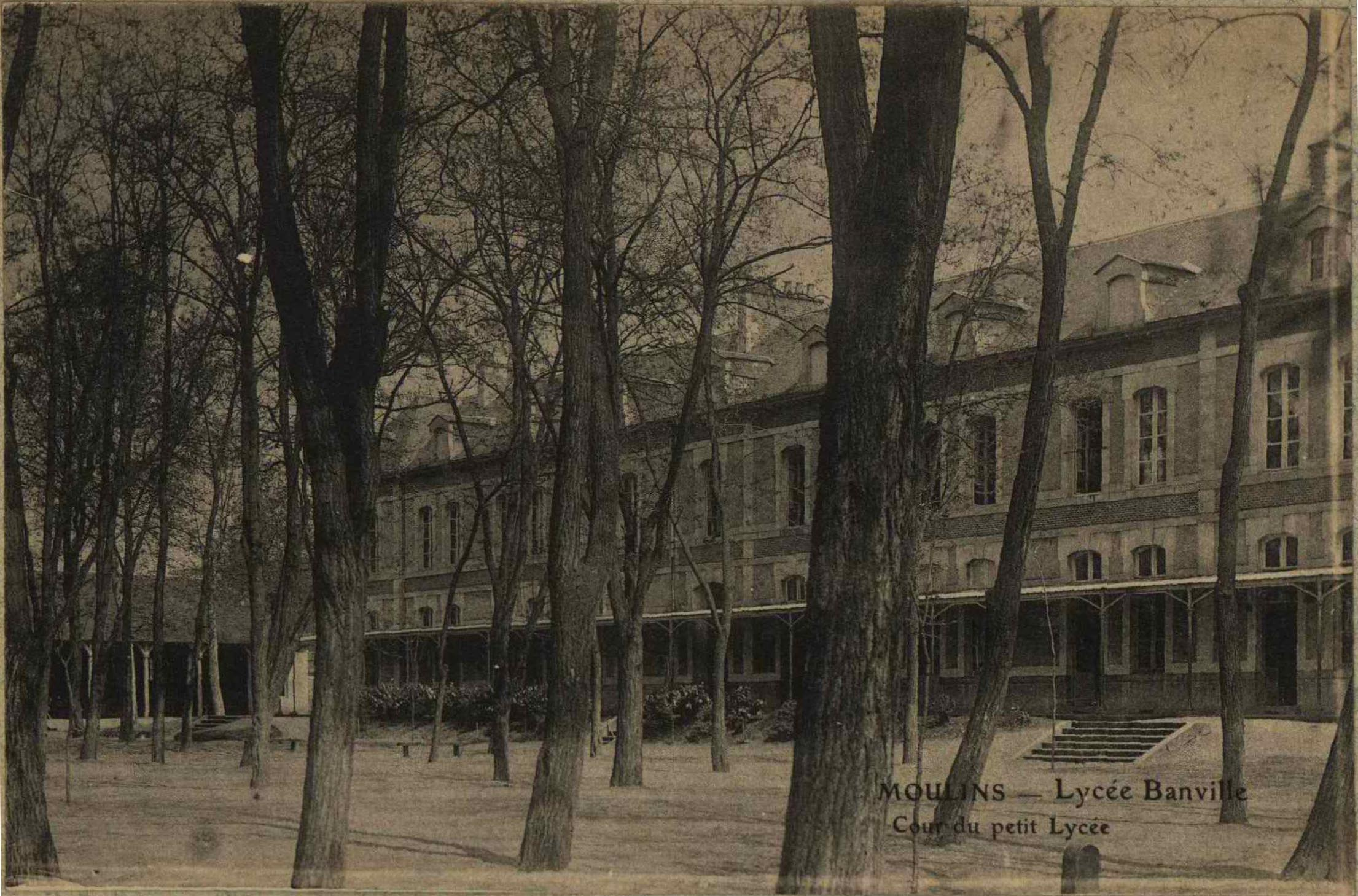
La cour du petit lycée au début du XXe siècle, source : Archives départementales de l’Allier, 9 J 39

## Anciens élèves et professeurs du lycée
- Édouard Lucas (1842-1891) y enseigna les mathématiques de 1871 à 1875.
- Antoine Meillet (1866-1936), linguiste, professeur au Collège de France, membre de l'Académie des inscriptions et belles-lettres.
- Valery Larbaud (1881-1957), écrivain, poète et traducteur, y est interne de 1896 à 1899, en troisième et en rhétorique[17].
- Pierre Laval (1883-1945), y a été élève[18].
- Georges Politzer (1903-1942), philosophe, résistant et théoricien marxiste, y a enseigné la philosophie.
- Maurice Tinland (1915-1963), maire de Moulins, y a été élève.
- Pierre Bourdieu (1930-2002), sociologue y enseigna la philosophie une année scolaire, de 1954 à 1955[19].
- Samuel Paty (1973-2020), professeur d'histoire-géographie, décapité à la sortie de son collège à Conflans-Sainte-Honorine lors d'un attentat terroriste, y a été élève de 1988 à 1991 [20].

Le personnage fictif du commissaire Maigret, créé par Georges Simenon dans sa série de romans policiers, y a été interne à l'âge de 12 ans, en 1899, d'après le tome intitulé L'Ami d'enfance de Maigret datant de 1968.